# Питър Пан: Завръщане в Невърленд
„Питър Пан: Завръщане в Нийделандия“ (на английски: Return to Never Land) е американски анимационен филм от 2002 г. на Дисни. Продължението му е „Питър Пан“ (1953). Режисиран е от Робин Бъд и Донован Кук. Продуциран е от Кристофър Чейз. Сценарисът е от Темпъл Матюс. Базиран е от книгата на „Питър Пан“ (1904) от Джеймс Матю Бари.

## Синхронен дублаж
| Роля        | Изпълнител        |
| ----------- | ----------------- |
| Питър Пан   | Валентин Тонев    |
| Джейн       | Сияна Тодорова    |
| Капитан Хук | Георги Тодоров    |
| Смий        | Петър Добрев      |
| Уенди       | Нели Топалова     |
| Дани        | Влад Новаков      |
| Едуърд      | Стефан Сърчаджиев |
| Мечо        | Николай Сугарев   |
| Зъб         | Венцислав Тодоров |
| Лиско       | Иван Ранков       |
| Близнаците  | Иван Трифонов     |

### Песни
| Песен                         | Изпълнява                                                              |
| ----------------------------- | ---------------------------------------------------------------------- |
| Вълшебна малка звезда Нов ден | Венцислава Стоилова                                                    |
| За да си част от нас          | Валентин Тонев Сияна Тодорова Иван Ранков Николай Сугарев Живко Станев |

## Българска версия
| Обработка                       | Александра Аудио                        |
| ------------------------------- | --------------------------------------- |
| Режисьор на дублажа             | Василка Сугарева                        |
| Преводач                        | Тодор Николов                           |
| Музикален режисьор              | Десислава Софранова                     |
| Музикален асистент              | Цветомира Михайлова                     |
| Български текст на песните      | Десислава Софранова Цветомира Михайлова |
| Творчески ръководител           | Венета Янкова                           |
| Тонрежисьор                     | Петър Костов                            |
| Продуцент на българската версия | Disney Character Voices International   |